# Palace Hotel, San Francisco
Palace Hotel, San Francisco – zabytkowy hotel w San Francisco w Kalifornii, na rogu ulic Market Street  i New Montgomery Street. Nazywany również "Nowy" Palace Hotel dla odróżnienia go od oryginalnego Palace Hotel z 1875 roku, który został rozebrany po tym jak uległ zniszczeniu po pożarze spowodowanym przez trzęsienie ziemi w San Francisco w 1906 roku. Obecny hotel zbudowano w celu zastąpienia zniszczonego hotelu, i otworzono 19 grudnia 1909 roku.  Od  stycznia 1989 roku do kwietnia 1991 hotel był zamknięty na czas remontu i modernizacji sejsmicznych.